# شوهران (فیلم)
شوهران (انگلیسی: Husbands) فیلم کمدی-درام آمریکایی است که در سال ۱۹۷۰ اکران گردید، نویسندگی و کارگردانی فیلم را جان کاساوتیس بر عهده داشت. بازیگران اصلی بن گازارا، پیتر فالک و کاساوتیس هستند. توزیع این فیلم بر عهده کلمبیا پیکچرز بود. بعد از اکران فیلم شوهران، منتقدان در دو گروه مقابل هم قرار گرفتند. جی کاکس از نشریه تایم فیلم را بهترین کار کاساوتیس توصیف کرد، ولی در سوی مقابل منتقدانی از قبیل وینسنت کنبی، پالین کیل و راجر ایبرت به شدت از آن انتقاد کردند.